# Rue de la Commune (Nantes)
Pour les articles homonymes, voir Rue de la Commune.
La rue de la Commune est une voie de Nantes, en France.

## Situation et accès
Située dans le centre-ville de Nantes, la rue de la Commune est une voie bitumée et ouverte à la circulation automobile. Elle va de la place Saint-Jean à la place de l'Hôtel-de-Ville.

## Historique
La rue était naguère plus longue qu'elle ne l'est aujourd'hui. En effet, avant l'aménagement de la place de l'Hôtel-de-ville, elle englobait également la partie septentrionale de la rue du Moulin, jusqu'au niveau de la rue Fénelon (voire jusqu'à l'actuelle rue de la Marne selon Ange Guépin).
Ce nom lui a été attribué en 1793, la rue s'appelait auparavant « rue de Verdun ».